# IV Liceum Ogólnokształcące im. Tytusa Chałubińskiego w Radomiu
IV Liceum Ogólnokształcące z Oddziałami Dwujęzycznymi im. dra Tytusa Chałubińskiego w Radomiu – liceum ogólnokształcące w Radomiu, jedna z najstarszych szkół średnich w Polsce.

## Historia

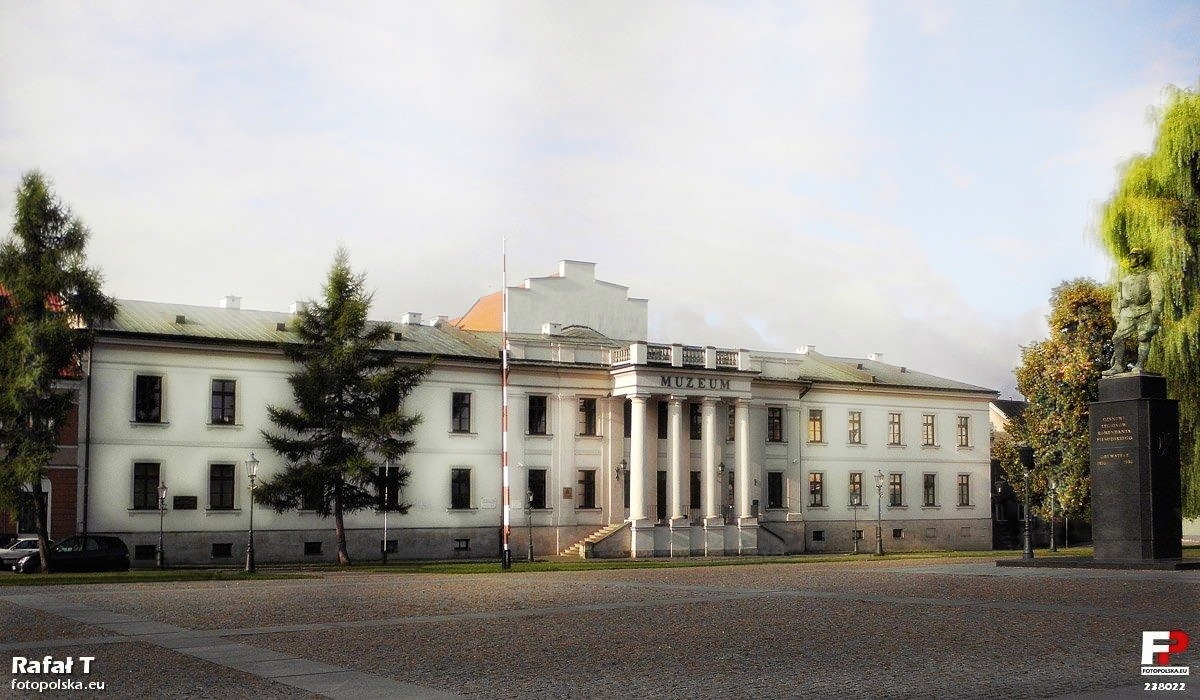
Kolegium Pijarów - dawna siedziba szkoły

W 1905 roku z inicjatywy Prospera Jarzyńskiego, pierwszego dyrektora ówczesnego gimnazjum męskiego im. św. Stanisława Kostki, została powołana do życia Szkoła Handlowa Siedmioklasowa Miejska w Radomiu. Szkoła wielokrotnie zmieniała swoją nazwę i adres. W latach 1917–1922 placówka nosiła nazwę „Ośmioklasowa Szkoła Realna Miejska w Radomiu”. W następnym roku posługiwała się nazwą „Ośmioklasowe Gimnazjum Miejskie w Radomiu”. W 1924 roku została przemianowana na „Gimnazjum Męskie Magistratu m. Radomia”. W okresie od 1 grudnia 1925 roku do 1 maja 1927 roku było to „Państwowe Gimnazjum im. J. Kochanowskiego w Radomiu – Oddziały matematyczno-przyrodnicze”.
Zarządzeniem Ministra Wyznań Religijnych i Oświecenia Publicznego z 1937 zostało utworzone „I Państwowe Liceum i Gimnazjum im. Tytusa Chałubińskiego w Radomiu” (państwowa szkoła średnią ogólnokształcąca, złożoną z czteroletniego gimnazjum i dwuletniego liceum), po wejściu w życie tzw. reformy jędrzejewiczowskiej szkoła miała charakter męski, a wydział liceum ogólnokształcącego był prowadzony w typie matematycznym i przyrodniczym.
W latach 1905–1939 znajdowała się w budynku przy dzisiejszej ulicy Traugutta 61, w okresie II wojny światowej prowadzono tajną naukę, a po wojnie liceum przeniosło się do gmachu dawnego (bo XVIII-wiecznego) Kolegium Pijarów na Rynku i tu pozostało do 1972 roku. Ostatnia przeprowadzka była podyktowana złym stanem zajmowanego budynku; nowy adres to ulica Mariacka 25, gdzie szkoła znajduje się do dziś. Jest jedną z najstarszych szkół średnich w Polsce i członkiem Stowarzyszenie Na Rzecz Najstarszych Szkół w Polsce. 

## Absolwenci
- Stanisław Grzmot-Skotnicki – generał brygady Wojska Polskiego
- Marian Kiedrzyński, major artylerii Wojska Polskiego, kawaler Orderu Virtuti Militari
- Edward Kossoy – prawnik
- Jan Wojciech Piekarski – dyplomata
- Jerzy Rakowski – ułan Legionów Polskich, kawaler Orderu Virtuti Militari
- Marek Ruszkowski – językoznawca
- Ludwik Sendek – wojskowy
- Stefan Siczek – ksiądz, biskup pomocniczy radomski
- Zygmunt Siedlecki – lekkoatleta
- Anna Smołowik – aktorka filmowa i teatralna
- Tadeusz Sołtyk – konstruktor lotniczy
- Krzysztof Staniec – siatkarz, zdobywca Pucharu Polski w 1999 z Czarnymi Radom
- Ziemowit Szczerek – dziennikarz, pisarz, tłumacz
- Janusz Szlanta – wojewoda radomski 1993–1994, prezes Stoczni Gdynia 1997–2003
- ks. bp. dr hab. Piotr Turzyński – biskup pomocniczy radomski
- Jan Tworkowski – szeregowy 2 Pułku Piechoty, poległy 29 października 1914 roku w bitwie pod Mołotkowem
- Władysław Tworkowski – ułan Legionów Polskich, kawaler Orderu Virtuti Militari
- Stefan Witkowski – urbanista, nauczyciel akademicki, założyciel Radomskiego Towarzystwa Naukowego, działacz społeczny i kulturalny.
- Stanisław Werner – działacz niepodległościowy i socjalistyczny
- Paweł Zagumny – siatkarz, reprezentant Polski, olimpijczyk i mistrz Europy 2009
- Zenon Jarkowski – pułkownik dypl. nawigator pilot, dowódca 300 dywizjonu bombowego, kawaler Orderu Virtuti Militari